# Unilateraal (anatomie)
Unilateraal is een term uit de anatomie en betekent letterlijk eenzijdig. Het dient ter aanduiding van een lichaamsonderdeel dat zich ten opzichte van een gezamenlijk referentiepunt (bijvoorbeeld de lichaamsmediaan) aan slechts één zijde hiervan bevindt. In de praktijk wordt de term meestal gebruikt ter aanduiding van eenzijdige aandoeningen.
Voorbeeld: een unilaterale corticale laesie is een abnormaal stuk weefsel (door fysieke trauma of ziekte), te vinden in alleen het linker- of rechtergedeelte van de cortex.
Gelijkaardige termen zijn ipsilateraal, en contralateraal.
superior · inferior · anterior · posterior 

craniaal · rostraal · caudaal 

proximaal · distaal 

ventraal · dorsaal · lateraal · mediaal
coronaal · sagittaal · mediaan · transversaal 

nasaal · temporaal · occipitaal 

contralateraal · ipsilateraal · bilateraal · unilateraal 

afferent · efferent